# Convención de vagabundos
Convención de vagabundos è un film commedia del 1965 diretto da Rubén W. Cavallotti.

## Trama
Un vagabondo riceve in eredità una cospicua somma di denaro e convoca una riunione con gli altri senzatetto per capire come utilizzare i soldi.

## Accoglienza
Sulla rivista Tiempo de Cine, il critico Antonio A. Salgado affermò: "Se i dardi satirici del librettista (...) si fossero armonizzati con i campi corti e la macchina da presa (eccessivamente in movimento) di Cavallotti, questo sarebbe stato il film dell'anno. Ma il dramma non esiste, poiché i personaggi rivendicano le loro idee in dialoghi roboanti e discorsivi. I finali satirici rimangono, intaccati dalla convenzionale canzone finale di Palito Ortega".
Il quotidiano La Nación stroncò il film, definendolo "Un tentativo fallito di satira sociale (...) il suo tono di protesta sociale è contaminato dal sensazionalismo (...) linguaggio satirico molto primordiale (...) ricerca eccessiva".
Anche la critica pubblicata su La Capital fu negativa: "I dialoghi tanto lussureggianti quanto infelici, che sommati alla mancanza di ritmo e al disorientamento della storia si traducono in un film faticoso e quasi soporifero".